# 민수현
민수현(본명: 문준용, 1994년 4월 23일 ~ )은 대한민국의 트로트 가수이다. 2014년 1집 앨범 《사랑의 방정식》으로 데뷔했다. KBS 《가요무대》에 40회 출연하였으며, 21세기 정통 트로트를 노래하는 가수이다. 최근 '트롯 전국체전'에 참가하여 정통 트로트의 진한 향기를 풍기고 있다.

## 활동
2020년 12월 19일 KBS 2TV 《트롯 전국체전》3회에 출연하여 <청춘을 돌려다오>(현철)을 불러 올스타를 받아 충청을 선택했다. 무대를 본 박구윤은 '저친구도 고수다'고 했고, 조항조는 '내가 본 민수현보다 더 잘했다, 꺽기 좋아졌다'고 했으며, 김수희 '트로트가 무엇인가를 다시 생각하게 됐다.'고 했다. 합격자 대기실에서 참가자 윤서령의 격한 환영 세레머니를 받았다.
2021년 1월 23일 KBS 2TV 《트롯 전국체전》 8회 4라운드 '지역 대통합 <듀엣 미션>'에 충청 민수현과 제주 최향은 '민트향' 팀이 되어 고(故) 고봉산의 <용두산 엘레지>를 선곡해 무대에 올랐다. 등장 음악부터 달달한 분위기가 감돈 '민트향'의 모습에 나태주는 “지금 제보가 들어왔다. ‘트롯 전국체전’이 아니라 두 분 보면 ‘우리 결혼했어요’라는 얘기가 있다”고 말했다. 최향은 “그만큼 저희 팀 분위기와 팀워크가 좋았다”고 해명했고, 제주팀 코치 주영훈은 “우승할 때까지 연애는 금물이다. 한 눈 팔지 마라. 제주도민들이 다 보고 있다. 연애할 때가 아니다”고 말해 웃음을 자아냈다. 구성진 꺾기 끝판왕들의 조합인 ‘민트향’은 시종일관 달달한 모드를 풍기며 남다른 팀워크를 자랑했고, 심금을 울리는 정통 트로트의 힘을 확실하게 선보였다. 또한 20대 청춘 남녀의 이별 감정을 한 편의 드라마처럼 보여주며, 마치 트로트 교과서 같은 듀엣 무대를 펼쳤다. 무대를 마치고 민수현과 최향은 자연스럽게 손을 잡으며 둘만의 세상에 빠들었다. 전라 코치 송가인의 “알찬 듀엣을 보여준 것 같았다”는 호평과 함께 1508점으로 2위에 등극했다.

## 음반
- 2014년 1집 앨범 《사랑의 방정식》
- 2020.12.20. 컴필레이션(옴니버스) 앨범 《트롯 전국체전 Part.3》수록곡 <청춘을 돌려다오> (장르: 트로트)
- 2021.01.03. 컴필레이션(옴니버스) 앨범 《트롯 전국체전 Part.5》수록곡 <남자다잉> (장르: 트로트)
- 2021.01.17. 컴필레이션(옴니버스) 앨범 《트롯 전국체전 Part.7》수록곡 <연락선> (장르: 트로트)
- 2021.01.31. 컴필레이션(옴니버스) 앨범 《트롯 전국체전 Part.8》수록곡 <용두산 엘레지> 민트향(최향&민수현) (장르: 트로트)

## 학력
- 대신초등학교
- 글꽃중학교
- 한빛고등학교
- 목원대학교 작곡과

## 방송
- 내일은 미스터트롯
- 트롯 전국체전
- 불타는 트롯맨